# Lucas de Spínola y Spínola
Lucas de Spínola y Spínola (Madrid, 6 de diciembre de 1679-10 de julio de 1750), XIV conde consorte de Siruela, fue un militar español, capitán general de los Reales Ejércitos Españoles y capitán general de Aragón durante el reinado de Felipe V.

## Biografía
Era segundo hijo de Francisco Maria Spínola y Spínola (1659-1727), III duque de San Pedro de Galatino, príncipe de Molfetta, marqués de Noha, conde de Soleto, grande de España, y de su primera esposa, Isabel de Spínola Colonna, hija de Pablo Spínola Doria (m. 1699), III duque de Sesto, III marqués de los Balbases, y de Anna Colonna y Giogia. Se crio en Madrid hasta que en 1694 ingresó en el Tercio de Milán. En 1696 ascendió a capitán y en 1698 fue destinado a Lisboa. En 1700 fue destinado a los Tercios de Nápoles. En 1704 participó en la toma de Susa y en las batallas de Cassano (1705), Calcinato sul Chiese y Castiglione delle Stiviere (1706). En 1707 fue nombrado teniente general de los Reales Ejércitos y destinado a Sicilia a las órdenes de su tío, el virrey Carlos Felipe Spínola, hasta que fue evacuado en 1713. Más tarde, fue destinado a Cataluña en 1714. En 1718 zarpó hacia Cerdeña y después hacia Sicilia, donde se enfrentó a los austriacos en la guerra de la Cuádruple Alianza hasta 1720. 
Contrajo matrimonio en 1721 con María Luisa de Silva y Velasco (1703-1740), XIV condesa de Siruela, V condesa de Valverde y V marquesa de Santacara, hija de Fernando de Silva y Meneses, XIII conde de Cifuentes, III marqués de Alconchel, alférez mayor de Castilla, y de Josefa de Velasco de la Cueva Alarcón Beaumont y Navarra, IV marquesa de Santacara y IV condesa de Valverde, y nieta de Antonio de Velasco y de la Cueva, XIII conde de Siruela,
Ingresó en la Orden de Santiago en 1722. En ese mismo año fue nombrado capitán general de Aragón y presidente de la Real Audiencia, cargo que ocupó hasta 1732. Después volvió a ostentar el cargo entre 1733 y 1736 y entre 1741 y 1746. A la vez, en 1726 fue nombrado capitán general de los Reales Ejércitos. En 1729 también participó en la expedición que aseguraría los ducados de Parma y de Toscana para el infante Carlos de Borbón (futuro Carlos III de España) y, posteriormente, fue enviado como embajador extraordinario ante Luis XV de Francia.
En 1749 fue nombrado presidente de la Junta de Generales creada para redactar las Ordenanzas Militares, base de las futuras Ordenanzas de Carlos III, de 1768. En 1750 también recibió el Toisón de Oro.